# Csóványos
Csóványos (939 m n.p.m.) – najwyższy szczyt gór Börzsöny. Zbudowany z andezytów, stanowi fragment dawnej, zerodowanej kaldery wulkanicznej.
Szczyt udostępniony jest kilkoma szlakami turystycznymi. Na szczycie wieża widokowa.